# Kapotnyak
A kapotnyak (Asarum) a borsvirágúak (Piperales) rendjébe és a farkasalmafélék (Aristolochiaceae) családjába tartozó nemzetség.
Magyarországon élő képviselője a kereklevelű kapotnyak (Asarum europaeum).
Karcinogén hatása miatt toxikus növényként tartják számon. Fogyasztása tilos, szerepel az OGYÉI tiltólistáján is.

## Fajok
- Asarum arifolium
- Asarum bashanense
- Asarum campaniflorum
- Asarum canadense
- Asarum caudatum
- Asarum caudigerellum
- Asarum caudigerum
- Asarum caulescens
- Asarum chengkouense
- Asarum chinensis
- Asarum controversum
- Asarum crassisepalum
- Asarum crassum
- Asarum crispulatum
- Asarum debile
- Asarum delavayi
- Asarum dimidiatum
- Asarum epigynum
- Asarum europaeum
- Asarum forbesii
- Asarum fukienense
- Asarum geophilum
- Asarum gusuk
- Asarum hartwegii
- Asarum hayatanum
- Asarum heterotropioides
- Asarum himalaicum
- Asarum hongkongense
- Asarum hypogynum
- Asarum ichangense
- Asarum inflatum
- Asarum insignis
- Asarum kooyanum
- Asarum lemmonii
- Asarum leptophyllum
- Asarum longerhizomatosum
- Asarum macranthum
- Asarum magnificum
- Asarum majale
- Asarum marmoratum
- Asarum maruyamae
- Asarum maximum
- Asarum mikuniense
- Asarum mitoanum
- Asarum nanchuanense
- Asarum nobilissimum
- Asarum petelotii
- Asarum porphyronotum
- Asarum pulchellum
- Asarum renicordatum
- Asarum sagittarioides
- Asarum senkakuinsulare
- Asarum sieboldii
- Asarum splendens
- Asarum taipingshanianum
- Asarum tohokuense
- Asarum tongjiangense
- Asarum wagneri
- Asarum wulingense
- Asarum yunnanense